# Sebastien Grainger
Sebastien Alexander Grainger (11 april 1979) is een Canadese zanger, vooral bekend als drummer en zanger van het altrock duo Death from Above en de zanger en gitarist van zijn band Sebastien Grainger en The Mountains. Hij is mede-eigenaar van de Giant Studios in Toronto, Ontario met Jimmy Shaw van Metric.

## Biografie
Sebastien tekende bij Saddle Creek Records in de Verenigde Staten, Outside Music in Canada en JVC in Japan om zijn debuut soloalbum Sebastien Grainger & The Mountains uit te brengen, dat op 21 oktober 2008 werd uitgebracht. Het werd opgenomen tussen de Giant Studio in Toronto en de Mountain City Studio in Montreal. Grainger schreef en speelde bijna alle delen van de plaat, met uitzondering van enkele nummers die als een volledige band waren opgenomen. Hij speelt momenteel shows in heel Noord-Amerika. Bij live optredens wordt Grainger vergezeld door bassist Nick Sewell, drummer Leon Taheny en synthesizer en gitarist Andrew Scott. Samen hebben ze getoerd met Bloc Party, Metric, Hot Hot Heat en Albert Hammond jr.. In 2009 nam Sebastien Grainger deel aan de interactieve documentairereeks City Sonic. De serie, met 20 artiesten uit Toronto, liet hem zijn ervaringen uit het verleden met de El Mocambo bespreken.

## Andere projecten

### Death from Above
Grainger is bij het publiek vooral bekend als zanger en drummer in het duo Death from Above, met bassist Jesse F. Keeler. De "1979" aan het einde van de naam van de band is ontstaan uit het geboortejaar van Grainger, dat hij op zijn onderarm heeft getatoeëerd. Death from Above ontbond in 2006, onder verwijzing naar persoonlijke en artistieke verschillen tussen de twee leden van de band. Op 5 februari 2011 kondigde Grainger echter officieel aan dat de band opnieuw was geformeerd en sindsdien spelen ze wereldwijd shows.

### The Rhythm Method
The Rhythm Method is Graingers alias voor dance/computermuziek. Hij heeft een dubbel A-kant 7" in het Verenigd Koninkrijk uitgebracht voor de nummers Renegade Silence/When You Go Out, verkrijgbaar bij 50 Bones Records. Een alternatieve mix van Renegade Silence zal beschikbaar zijn op Graingers lp Sebastien Grainger & The Mountains gelabeld als The Rhythm Method.

### Girl on Girl
Grainger heeft remixes uitgebracht voor Black History Month van Death from Above en Poster of a Girl van Metric onder de alias Girl on Girl, een samenwerking met Leon Taheny van The Mountains. Eerdere soortgelijke elektronische werken waren ooit beschikbaar onder de aliassen The Great White Hype en Synsonic Pro-Model, via een speciale Myspace-pagina, die sindsdien is verdwenen.

### Bad Tits/Deserts
Bad Tits was de band van Sebastien Grainger met Joshua Reichmann, voorheen van Jewish Legend en Tangiers. Het duo begon aanvang 2010 met het spelen van shows met Grainger op drums en samplers, Reichmann op gitaar en keyboards en beide zang. Ze brachten de debuut vinyl 7" en digitale ep Garbage Night uit op het label Hand Drawn Dracula. Op 26 februari 2012 kondigde Grainger op zijn Twitter-account aan dat Bad Tits hun naam had veranderd in Deserts. Deserts Twitter-account postte kort daarna muziek te hebben opgenomen.

### Samenwerkingen en bijdragen
- Grainger's stem was te horen in het nummer Let's Make Out van Let's Do Outend You, Yeah?.
- Hij heeft drums bijgedragen aan het nummer Sunday Morning van de Canadese hiphopartiest k-os. Hij verschijnt in de videoclip van het nummer als een dakloze, die wordt gerekruteerd als drummer.
- Hij heeft samengewerkt met de opkomende Franse elektronicakunstenaar DatA. Hun eerste gezamenlijke single Rapture is beschikbaar. Andere samenwerkingen zullen volgen op de debuutversie van DatA, waaronder One in a Million op 28 april 2009.
- Grainger speelde drums zowel live als op één plaat voor Keelers pre-Death From Above 1979 solo-project Femme Fatale.
- Hij droeg achtergrondzang bij aan Twice Born, een nummer op de lp The Chemistry of Common Life uit 2008 van de hardcore punkband Fucked Up uit Toronto.
- Hij werkte samen met de Canadese rapper k-os aan het nummer BlackWater van zijn mixtape The Anchorman Mixtape.
- Hij zong het nummer Water in Hell van de Canadese indierockband Broken Social Scene op hun album Forgiveness Rock Record.
- In 2011 nam hij deel aan het National Parks Project, in samenwerking met de muzikanten Jennifer Castle en Dan Werb en filmmaker Catherine Martin, om een korte documentaire film te produceren en te scoren over Mingan Archipelago National Park Reserve in Quebec.
- Grainger werkte samen met artiest Zowie aan het nummer Love or Hate (Zowie vs Sebastien Grainger).
- Grainger produceerde ook twee van de nummers op de debuut-ep van mede-Canadese band Nightbox.
- Graingers stemvoorbeeld wordt gebruikt in Untrust Us door Crystal Castles.
- Hij zong op het nummer H.U.N.T. door Felix Cartal.
- Grainger was te horen in het nummer Cheap Magic van Turbowolf.

## Discografie
Femme Fatale
- 2002: Fire Baptism (ep)

Death from Above
- 2004: You're a Woman, I'm a Machine
- 2014: The Physical World
- 2017: Outrage! Is Now

American Lips
- 2017: Kiss the Void

Solo
- 2008: American Names (digitale ep/7" vinyl)
- 2008: Sebastien Grainger & The Mountains
- 2008: DatA feat. Sebastien Grainger - Rapture (ep)
- 2009: DatA feat. Sebastien Grainger - One in a Million (ep)
- 2013: Going With You (ep)
- 2013: Yours to Discover

The Rhythm Method
- 2008: Renegade Silence/When You Go Out (7" vinyl double A-kant)
- 2009: Finish Me Off (ep)

- International Standard Name Identifier: 0000 0000 7270 709X
- MusicBrainz: df6a8115-03f3-4731-ada8-a8f7ab87132a
- Virtual International Authority File: 3149196259574790637